# Encarsia citrina
Encarsia citrina är en stekelart som först beskrevs av Robin C. Craw 1891.  Encarsia citrina ingår i släktet Encarsia och familjen växtlussteklar. Arten är reproducerande i Sverige. Inga underarter finns listade i Catalogue of Life.